# Антипов, Тихон Петрович
Тихон Петрович Антипов (19 августа 1896, Зубово, Наро-Фоминский городской округ — 10 ноября 1969, Москва) — советский архитектор. Лауреат Сталинской премии (1951).

## Биография
Тихон Антипов родился 19 августа 1896 года в деревне Зубово Можайского района Московской области в крестьянской семье. Получил среднее образование в Москве, в школе Живописи, Ваяния и Зодчества, которую окончил в 1916 году. В 1925 году окончил ВХУТЕМАС.
Со студенческих лет начал работать чертёжником, затем десятником, позднее — техником и прорабом на стройках. После окончания учёбы работа архитектором в Московском управлении недвижимыми имуществами (МУНИ). Позднее работал в жилищно-строительной конторе «Красный трамвайщик». С 1926 года примерно два года проработал в жилищно-строительной конторе Моссовета, затем в Мосстрое. С 1929 года и до начала Великой Отечественной войны работал в тресте «Промстройпроект». В 1938 году вступил в Союз архитекторов СССР. С 1941 по 1943 год принимал участие в Великой Отечественной войне.
С 1943 по 1961 год работал в Научно-исследовательском института строительной техники Академии архитектуры СССР в должности руководителя экспериментально-проектной мастерской железобетонного домостроения. В 1947—1948 годах по разработанному Т. П. Антиповым, Г. Ф. Кузнецовым, Н. В. Морозовым и Б. Н. Смирновым проекту был построен первый четырёхэтажный каркасно-панельный дом в Москве (на Мейеровском проезде).
В 1961—1966 годах работал в ЦНИИЭП жилища главным конструктором проекта отдела конструкций.
Умер 10 февраля 1969 года. Похоронен на Калитниковском кладбище.

## Награды
- Сталинская премия третьей степени (1951) — за разработку конструкций и внедрение в строительную практику многоэтажных каркасно-панельных жилых домов со сборным железобетонным каркасом (в составе коллектива)[7]
- Медаль «За победу над Германией в Великой Отечественной войне 1941—1945 гг.» (1945)[2]
- Медаль «За доблестный труд в Великой Отечественной войне 1941—1945 гг.» (1945)[3]
- Юбилейная медаль «Двадцать лет Победы в Великой Отечественной войне 1941—1945 гг.»[4]
- Серебряная медаль за достижения в народном хозяйстве[4]

## Сочинения
- Кузнецов Г. Ф., Морозов Н. В., Антипов Т. П. Конструкции многоэтажных каркасно-панельных и панельных жилых домов. — М.: Госстройиздат, 1956.
- Кузнецов Г. Ф., Морозов Н. В., Антипов Т. П. Конструкции кирпичепанельных жилых зданий. — М.: Госстройиздат, 1963.